# Ugo Zoppi
Ugo Zoppi (Milano, 2 agosto 1911 – ...) è stato un calciatore italiano, di ruolo centrocampista.

## Carriera
Ha giocato in Serie A con la Pro Patria, esordendo nella massima serie a Roma il 15 febbraio 1931 nella partita Lazio-Pro Patria (1-1) realizzando la rete del pareggio bustocco.
Ha poi giocato in Serie B due stagioni a Como ed una a Catanzaro.

## Palmarès

### Club

#### Competizioni regionali
- Prima Divisione: 1

Cantù: 1938-1939